# المكتب الثاني (فرنسا)

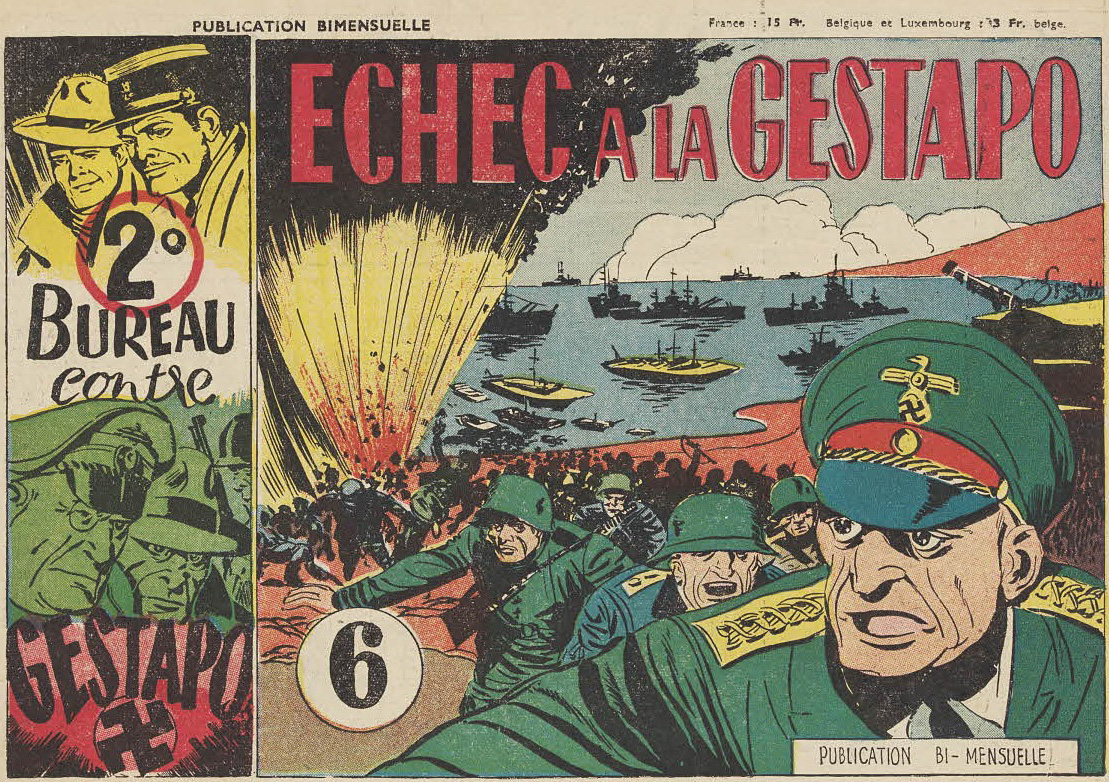

المكتب الثاني لهيئة الأركان العامة (بالإنجليزية: Second Bureau of the General Staff)‏ كان وكالة الاستخبارات العسكرية الخارجية لفرنسا من عام 1871 إلى عام 1940، إلى أن تم حله مع الجمهورية الثالثة عقب الهدنة مع ألمانيا. وعُد مُصطلح المكتب الثاني، شأنه شأن المكتب الخامس وسميرش، تسمية عامة لجهاز المخابرات في البلاد.
كانت الاستخبارات العسكرية الفرنسية تتألف من مكتبين منفصلين قبل الحرب العالمية الثانية. تم تكليف مكتب رئيس الوزراء بإبلاغ القيادة العليا عن حالة القوات الفرنسية والقوات المتحالفة والصديقة، في حين طور المكتب الثاني معلومات استخباراتية تتعلق بقوات العدو. يُنسب الفضل للمكتب الثاني لعمله في تحليل الشيفرات، لكنه تعرض لانتقادات لمشاركته في قضية دريفوس وبإفراطه في تقدير التشكيلات العسكرية الألمانية قبل الحرب العالمية الثانية.
كان مديرها الأخير هو العقيد لويس برشام.

## نظرة تاريخية

### القرن التاسع عشر
في 8 يونيو 1871، أمرت وزارة الحرب الفرنسية بإنشاء خدمة مكلفة بإجراء «أبحاث حول خطط وعمليات العدو.»
في عام 1872، أمرت الوزارة بإنشاء خدمة عسكرية لمكافحة التجسس.
في عام 1876، تمت إضافة قسم الإحصاءات العسكرية والاعتراف إلى المكتب الثاني.
عام 1886، صدر قانون يعاقب نشاط التجسس (تم إصدار قانون آخر في عام 1934).
في أكتوبر 1894، وقعت قضية دريفوس وأدت لانقسامٍ سياسيٍ لدرجة جعلت الحكومة تنقل مسئولية مكافحة التجسس إلى وزارة الداخلية في مايو 1899. بقي قسم استخبارات صغير داخل هيئة الأركان العامة، لكنّ خدمة المراقبة الإقليمية، وهي وكالة تابعة للشرطة الوطنية الفرنسية، أصبحت مسؤولة عن ملاحقة الجواسيس الأجانب على الأراضي الفرنسية. كان من المفترض أن يتم التعامل مع التجسس من قبل قادة شرطة خاصين. بقي القسم الإحصائي للمكتب الثاني في الخدمة حتى 1 سبتمبر 1899، عندما تم حلّه.
يشير الاسم إلى تنظيم هيئة الأركان العامة الفرنسية من خلال أربعة مكاتب: الأول للعاملين، والثاني للاستخبارات، والثالث للعمليات، والرابع للخدمات اللوجستية. بقي هذا التعيين العددي في أعداد الموظفين الأربعة الأولى موجوداً في نظام أركان الحرب القاري الذي تمارسه معظم جيوش حلف الناتو: S1 للعاملين، S2 للاستخبارات، S3 للعمليات، S4 للوجستيات.

## 1900 - 1920
في عام 1906 أصبح جورج كليمنصو رئيس وزراء فرنسا. من خلال سيطرته الكاملة على تمويل وزارة الداخلية، أنشأ وحدات مكافحة تجسس خاصة، «ألوية دو تيغري،» في إشارة إلى لقب كليمنصو. تحت قيادة مفوض الشرطة سيلستين هينيون، تولت الألوية المتنقلة العمليات الخاصة للشرطة القضائية المتعلقة بمكافحة التجسس.
في فبراير 1907، تم إعادة تنشيط المكتب الثاني وتم إعادة توكيله مسؤوليات مكافحة التجسس التي كانت تقع على عاتقها قضية دريفوس. تحت قيادة الجنرال تشارلز جوزيف دوبونت، عمل المكتب الثاني مع وزارة الداخلية، وخاصة ألوية المفوض هينيون لمكافحة التجسس، التي عملت عن كثب مع دوريات الحدود الفرنسية.
في أغسطس 1911، تم تعيين توكيل الشرطة القضائية مهمة الإشراف على أنشطة مكافحة والتي أشرفت على الألوية المتنقلة. في عام 1913، وكّلت الحكومة رسمياً عمليات مكافحة التجسس على الأراضي الأجنبية لوزارة الحرب، في حين كانت وزارة الداخلية مسؤولة عن أمن الحدود والملاحقة القضائية.
في مايو 1915، تم إنشاء قسم الاستخبارات المركزية وتم تعيينه للقائد لادوكس. تم إرفاقه بالمكتب الثاني، الذي تديره أيضاً مكاتب الاستخبارات المركزية. إجمالاً كانت المنظمة تُعرف باسم المكتب الخامس. تم إرفاق قسم الاستخبارات المركزية بقسم التجسس في أبريل 1917.
في فبراير 1917، قام رئيس الوزراء بتعيين مُفوض من الشرطة الوطنية كمسؤول عن الشرطة الجنائية والاستخبارات العامة ومكافحة التجسس. شملت قيادته قسم الملفات والأرشفة، وقسم مخصص للبروباغندا وقسم التجسس وقسم الاستخبارات المركزية. وفّر قسم التجسس غرفة مقاصّة لجمع المعلومات الاستخباراتية، بينما كان قسم الاستخبارات المركزية عبارةً عن فريقٍ صغيرٍ من ضباط مكافحة الاستخبارات المتخصصين الذين يُرسلون تقاريرهم إلى وزارة الحرب، بينما كان فريقٌ من ضباط الشرطة مسؤولاً عن اعتقال المشتبه بهم والتحقيقات القضائية.

## الثلاثينيات
في أبريل 1934، تم تغيير اتجاه لجنة الأمن العام للاتجاه العام للشرطة الوطنية مع استحداث منصب مراقب عام في قيادة مُكافحة الاستخبارات الأجنبية. في مارس 1935، مُنح لهذا المنصب سلطة على الشرطة الإقليمية، والشرطة الهوائية، وقوات الأمن الفيدرالية، وخدمة الحمام الزاجل الخاصة بالشرطة.
في يونيو 1936، خَلف الكولونيل لويس ريفت العقيد رو في منصب رئيس جهاز الاستخبارات ورئيس منظمة جديدة، خدمة الاستخبارات المركزية. كانت هذه المنظمة، التي يقع مقرها الرئيسي في تورفيل في باريس، تُدار من قبل القائد غاي شليسر.
في مارس 1937، أصدرت الحكومة مرسوماً يقضي بأن تكون مراقبة الأراضي من مسؤولية الشرطة وحدها، ويتم تنفيذها بوسائل قانونية بحتة. تم إنشاء منظمة جديدة، مكتب الاستخبارات المركزي، في نفس الشهر وتم إنشاء قسم خاص مكرس لـ «الدفاع الوقائي» داخل خدمة الاستخبارات المركزية.
في يوليو 1939، بناءً على طلب الاستخبارات العسكرية، تم إنشاء ميثاق لمكافحة الاستخبارات وقام المجلس الوطني بتعديل قانون العقوبات (المادة 75 وما يليها) لدمج جميع قوانين مكافحة الاستخبارات التي تعود لعام 1810 و1886 و1934.

## المُدراء
- العقيد جان ساندهير، بين عامي 1886 و1895
- جورج بيكوار، بين عامي 1895 و1896
- هوبير جوزيف هنري، من 1897 إلى 1898
- العقيد تشارلز دوبونت من 1911 إلى 1918
- العقيد موريس هنري غوشيه، من 1937 إلى 1940
- العقيد لويس ريفيت، 1940

## عمليات ووكلاء القرن العشرين
رقَّى المكتب الثاني من سمعته كأفضل خدمة تحليل للشفرات في أوروبا في أوائل القرن العشرين. حيث حقق نجاحاً ملحوظاً خلال فترة اندلاع الحرب العالمية الأولى عندما اخترقت نظام التشفير الدبلوماسي الألماني. تمكن المحللون الفرنسيون من فك شيفرة برقية مطولة تنص على إعلان الألمان الحرب قبل أن يتمكن السفير الألماني في باريس من فك شيفرتها.
في يونيو 1918، تمكن الكابتن جورج باينفين، مُحلل تشفير من المكتب الثاني، من فكّ جزءٍ من شيفرة ADFGVX الألمانية.
وفرت هذه الاختراقات المضادة رد فعلٍ فعّال ضد تحركات الفرقة 15 من الجيش الألماني في ظل تقدم لوديندورف في مونديديير وكومبيان، على بعد 50 ميلاً تقريباً شمال باريس.
قبل الحرب العالمية الثانية، أجرى وكيل المكتب الثاني المُلقب بـ «ريكس» اتصالات مع هانز تيلو شميدت، موظف تشفير ألماني، في فندق جراند في بلدة فيرفيرس البلجيكية. باع شميدت، الذي كان يعمل في مكتب تشفير وزارة الدفاع في برلين، للفرنسيين الكتيّبات التي تشرح كيفية تشغيل جهاز تشفير إنيجما السري للغاية الذي استخدمه الجيش الألماني. في نهاية المطاف، قدم شميدت جميع المعلومات اللازمة لفك الشيفرة المُعقدة، التي لعبت دوراً رئيسياً في انتصار الحلفاء في الحرب.
في سبتمبر 1939، عندما أعلنت فرنسا الحرب على ألمانيا رداً على غزوها لبولندا، تم تجنيد جوزفين بيكر من قبل المكتب الثاني وزودهم بمعلومات بصفته كـ «مراسلٍ شريف.»
أصبح ريموند آرثر شوهل، مروج فرنسي للبروباغندا خدم في القسم السادس من المكتب الثاني حتى سقوط فرنسا، رئيس مكتب الخدمات الاستراتيجية للعمليات المعنوية في سويسرا وكان مزورها الرئيسي خلال الحرب. عمل شوهل لصالح مكتب الخدمات الاستراتيجية تحت الاسم المُستعار روبرت سالمبييه (الاسم الرمزي «ماتّ»). أشرف على مطبعة غزيرة الإنتاج في جنيف أنتجت ملايين المنشورات البيضاء والسوداء، والكُتيبات، والبطاقات، والطوابع البريدية، وغيرها من أشكال البروباغندا المطبوعة.